# エリザベータ・ティーシェンコ
エリザヴェータ・チーシェンコ（ロシア語: Елизавета Ивановна Тищенко、1975年2月7日 - ）は、ロシアの女子バレーボール選手。ソビエト連邦のキエフ出身（現在のウクライナ、当時のウクライナ・ソビエト社会主義共和国）。ポジションはミドルブロッカー。元ロシア代表。

## 来歴
シドニーオリンピックとアテネオリンピックの銀メダリスト。バレーボール欧州選手権でも1993年、1997年、1999年、2001年に金メダル、1994年、1995年、1998年、2002年に銅メダルを獲得している。
日本のNECレッドロケッツに在籍していたことがあり第2回、3回Vリーグではスパイク賞を受賞した。

## 所属クラブ
- ウラロチカ・エカテリンブルク （1990-1995年）
- NECレッドロケッツ （1995-1997年）
- OK Dubrovnik （1997-1999年）
- Johnson Sassuolo （1999年）
- ウラロチカ・エカテリンブルク （1999-2004年）
- VC Wiesbaden （2004-2005年）
- VB Cheseaux（2007-2008年）